# The Electro-Industrial Tribute to Rob Zombie
«The Electro-Industrial Tribute to Rob Zombie» — трибьют-альбом, составленный из кавер-версий песен Роба Зомби, исполненных различными исполнителями.

## Стиль, отзывы критиков
Музыкальный критик Джонни Лофтус оценил диск невысоко, назвав его «забавным», но весьма дурно записанным и в конечном счёте посредственным; он, однако, положительно оценил вариант песни «Demonoid Phenomenon», исполненный группой Motor Industries.

## Список композиций
1. «Meet the Creeper» — 2:55 (Private Benjamin)
2. «Superbeast» — 3:56 (Transient)
3. «House of 1000 Corpses» — 4:15 (Skoink)
4. «How To Make A Monster» — 3:21 (Sinus Giddy)
5. «Dragula» — 4:55 (Mitchell Sigman)
6. «More Human than Human» — 3:43 (Transient)
7. «Living Dead Girl» — 3:29 (Sinus Giddy)
8. «Demonoid Phenomenon» — 4:04 (Motor Industries)
9. «Iron Head» — 3:25 (Skoink)
10. «Dealt With (Original Composition)» — 4:00 (Enemy Of Evil)